# Ivor Darreg
Ivor Darreg (Portland (Oregon), 5 mei 1917 – 1994) was een leidende voorstander en componist van microtonale muziek die hij  "xenharmonisch" noemde. Hij schreef veel artikelen over alternatieve toonschalen en hij bouwde veel experimentele snaarinstrumenten met microtonale toonschalen.
Ivor Darreg werd geboren als Kenneth Vincent Gerard O'Hara. Zijn vader John was redacteur van een katholiek weekblad en zijn moeder kunstenares. Ivor moest als tiener van school wegens een reeks ziekten die hem zonder tanden liet en met slechts weinig energie. Hij had wel genoeg energie om zichzelf minstens tien talen te leren lezen en spreken. Hij bezat van alle wetenschappen wel enig begrip. Muziek en elektronica waren zijn grote liefdes. Zijn keuze voor muziek zorgde voor verstoting door zijn vader en ging met zijn moeder apart wonen zonder veel hulp van wie dan ook. Toen nam hij de naam "Ivor" aan, wat "man met strijkstok" betekent (hij kon cello spelen), en "Drareg" (het omgekeerde van "Gerard"), korte tijd later veranderd in Darreg.
Ivor maakte zijn eerste instrument, een elektronische hobo met toetsen, in 1937. Het kan de gangbare twaalf tonen voortbrengen, maar er zijn acht toetsen waarmee de toonhoogte gevarieerd kan worden van een paar cents tot een kwarttoon. In de veertiger jaren bouwde Ivor de "Amplified Cello", "Amplified Clavichord" en het "Electric Keyboard Drum". Het clavichord bestaat niet meer, maar de "Electric Keyboard Drum", dat van zoemende relais gebruikmaakt, en de cello werken nog.
In de zestiger jaren maakte Ivor een orgel met elastische stemming. De schakeling maakte de tertsen en kwinten tijdens het spelen zuiver. Ivor had eerder Ervin Wilson en Harry Partch ontmoet. Door een gesprek met Wilson waarbij hij zijn anders gestemde gitaren en metalen buisklokken (van 2 cm elektriciteitsbuis) zag, nam hij de duik in niet-kwarttoons microtonaliteit of "xenharmonie". Hij begon gitaarfrets te verplaatsen en buisklokken en metallofonen te maken in 10, 14, 15, 16, 17, 19, 21, 22, 24, 31 en 34-toons evenredig zwevende stemming. Hij deelde deze nieuwe start met anderen door middel van het Xenharmonic Bulletin en andere geschriften. De "Xenharmonic Alliance" (een netwerk van geïnteresseerden in alternatieve stemmingen) was geboren. 
In de zeventiger jaren creëerde Ivor zijn Megalyra (lier) instrumentfamilie. De Megalyra zelf is  een 1,8 tot 2,4 meter lange contrabasgitaar is aan beide zijden besnaard in solo- (I-I-V-I) en basconfiguratie (I-V-I). 
Andere instrumenten in de Megalyra-familie zijn de Drone, Kosmolyra, en "Hobnailed Newel Post", wat een 15 × 15 cm dikke balk is met meer dan 70 snaren.